# ری اسوالو
ری اسوالو (انگلیسی: Ray Swallow؛ زادهٔ ۱۵ ژوئن ۱۹۳۵) بازیکن کریکت، و بازیکن فوتبال اهل بریتانیا است.
از باشگاه‌هایی که در آن بازی کرده‌است می‌توان به باشگاه فوتبال آرسنال اشاره کرد.